# Centre de formation aux sanctions pénales
Le centre de formation aux sanctions pénales (finnois : Rikosseuraamusalan koulutuskeskus) est un centre de formation situé ans le quartier de Jokiniemi à Vantaa en Finlande.

## Présentation
Le centre de formation aux sanctions pénales est une unité nationale du Service pénitentiaire et de probation de Finlande (fi) (RISE) , fondée en 1976, dans le quartier de Jokiniemi, à environ 200 mètres au sud de la gare de Tikkurila,.
Hannu Kiehelä est le directeur du centre de formation.
Le centre de formation dispense des formations diplômantes liées au domaine des sanctions pénales (diplôme de base en soins pénitentiaires sanctionné par un diplôme de niveau lycée ou autre diplôme de niveau secondaire supérieur) et des formations complémentaires pour tous les intervenants dans le domaine des sanctions pénales.
La formation de base d'un gardien travaillant dans des tâches de surveillance et d'orientation dans le domaine des sanctions pénales est un diplôme de base en gestion pénitentiaire de 90 crédits (16 mois), qui comprend 10 mois de stage rémunéré dans une prison.
Dans le cadre de la formation continue, le centre de formation aux sanctions pénales organise un programme de formation dans le domaine des sanctions pénales (210 crédits, environ 2,5 ans; diplôme en assistant social - AMK) en coopération avec l'Université des sciences appliquées Laurea.
Une bibliothèque criminologique spéciale fonctionne en lien avec le centre de formation.
Les spécialités de la bibliothèque de criminologie sont l'exécution des peines, la gestion des prisons, la criminologie, les soins aux criminels, la prévention du crime et la recherche sur les victimes. Le centre de formation possède son propre hôtel de 26 chambres, qui propose principalement un hébergement aux participants aux cours venant de plus de 100 kilomètres.
Le Centre de formation aux sanctions pénales met en œuvre la formation professionnelle la plus élevée dans le domaine des sanctions pénales en coopération avec des instituts d'enseignement et de recherche et participe activement au développement de la vie professionnelle sur le terrain et à la formation, au développement et à l'évaluation de programmes qui réduisent la récidive. Le Centre de formation aux sanctions pénales participe également à la coopération internationale en matière de formation aux sanctions pénales.
Le bureau des sanctions communautaires d'Uusimaa de RISE est situé dans le même bâtiment (escalier B) que le centre de formation aux sanctions pénales. Son domaine comprend tout la région de l'Uusimaa, à l'exception d'Helsinki.
Le bureau est la plus grande unité d'exécutive de travail d'intérêt général.